# Samsung Galaxy Book
Das Samsung Galaxy Book ist ein Windows 10 basierter 2-in-1 PC (Convertible), welcher von Samsung Electronics produziert und vermarktet wird. Es gibt 2 Modelle: ein 10,6-Zoll-Modell und ein 12-Zoll-Modell, jeweils WiFi-only oder mit LTE-Modem.

## Veröffentlichung
Am 27. Februar 2017 stellte Samsung das Galaxy Book zusammen mit dem Samsung Galaxy Tab S3 auf dem MWC 2017 vor. Obwohl nicht als direkter Nachfolger des ähnlichen Samsung Galaxy TabPro S betrachtet, weist das Galaxy Book einige bemerkenswerte Verbesserungen gegenüber dem Vorgänger auf.

## Merkmale
Sowohl das 10,6-Zoll- als auch das 12-Zoll-Modell verfügt über einige Funktionen, die normalerweise nur in der Samsung-Galaxy-Note-Serie zu finden sind, wie z. B. Air Command, Smart Select, Samsung Notes etc. Beide Modelle verfügen über eine abnehmbare Tastaturabdeckung mit Touchpad und einen S-Stift (das erste Mal auf einem Windows-Produkt). Damit wird eine Software geliefert, mit der man Notizen erstellen kann. Die Tastatur ist beleuchtet (12-Zoll-Version). Das Galaxy Book unterstützt auch die Fast Charging-Technologie, die es dem Tablet ermöglicht, in kürzerer Zeit vollständig aufzuladen. In Bezug auf die Akkulaufzeit wird behauptet, dass die 10,6-Zoll-Option 9 Stunden hält und das 12-Zoll-Modell 11 Stunden (bei Videowiedergabe).
Das Convertible hat einen USB 3.1 Anschluss Type C (zwei bei der 12-Zoll-Version), ein Adapter für USB-Sticks von Type A muss zusätzlich gekauft werden. Auch gibt es ein MicroSD Schacht und bei der LTE Version einen Schacht für nano SIM. Die Frontkamera löst mit 5 Megapixel auf, eine Kamera gibt es nur in der 12-Zoll-Version und hat 13 Megapixel.
Es befindet sich ein kleiner Lüftungsschacht auf der oberen Seite. Es befindet sich ein Lichtsensor um die Helligkeit anzupassen, aber auch andere Sensoren um die Lage zu erkennen oder Spiele zu spielen wo man sich dann mit Kippen bewegen kann.
Das Samsung Galaxy Book Display hat eine 1920 × 1280 Full HD TFT (10,6 Zoll) und 2160 × 1440 Full HD+ Super AMOLED (12 Zoll) Auflösung mit einem Seitenverhältnis von 3:2. Der Touchscreen verfügt über 4096 Empfindlichkeitsstufen.

### Software
Es ist Windows 10 Home (auf beiden 10,6" Versionen und 12" WiFi only) und Windows 10 Pro auf 12" LTE Version installiert; es kann nicht oder nur sehr schwer downgegradet werden, wie bei Windows 7 wofür ein BIOS Interrupt für Videowiedergabe fehlt. Windows 8.1 lässt sich installieren, aber es gibt keine WLAN Treiber.
Dolby Access ist vorinstalliert und kann 30 Tage getestet werden.

## Rezension
Chip.de hat das Tablet (10.6" LTE) getestet und ein gut als Ergebnis gegeben. Computer Bild hat die 12-Zoll-Version des Tablets getestet und es mit Note 2,5 bewertet. Die Leistung, Touchscreen, Ausstattung und das Design werden positiv bewertet und es ist gut verarbeitet; dafür werden die wenigen Anschlüsse kritisiert. Auch soll sich an der Unterseite viel Wärme entwickeln, im Test wurden 29,8 Grad gemessen.